# Loi Krathong
 (janvier 2024).
Si vous disposez d'ouvrages ou d'articles de référence ou si vous connaissez des sites web de qualité traitant du thème abordé ici, merci de compléter l'article en donnant les références utiles à sa vérifiabilité et en les liant à la section « Notes et références ».
Loi Krathong (ou Loy Krathong, en thaï : ลอยกระทง ; RTGS : Loi Krathong) est une fête célébrée chaque année dans toute la Thaïlande. Elle a lieu lors de la pleine lune du 12e mois du calendrier thaï lunaire traditionnel ; dans le calendrier occidental, ceci se produit généralement en novembre. Cette tradition a débuté à Sukhothaï mais est à présent fêtée dans toute la Thaïlande, les festivités de Chiang Mai et d’Ayutthaya étant particulièrement célèbres. Dans le nord du royaume, à Chiang Mai notamment, Loi Kratong est l’occasion d’un spectaculaire lâcher de lanternes emportées par des ballons cylindriques à air chaud (lanternes célestes). Loi Kratong est l’une des fêtes amusantes et joyeuses de la tradition thaïe.

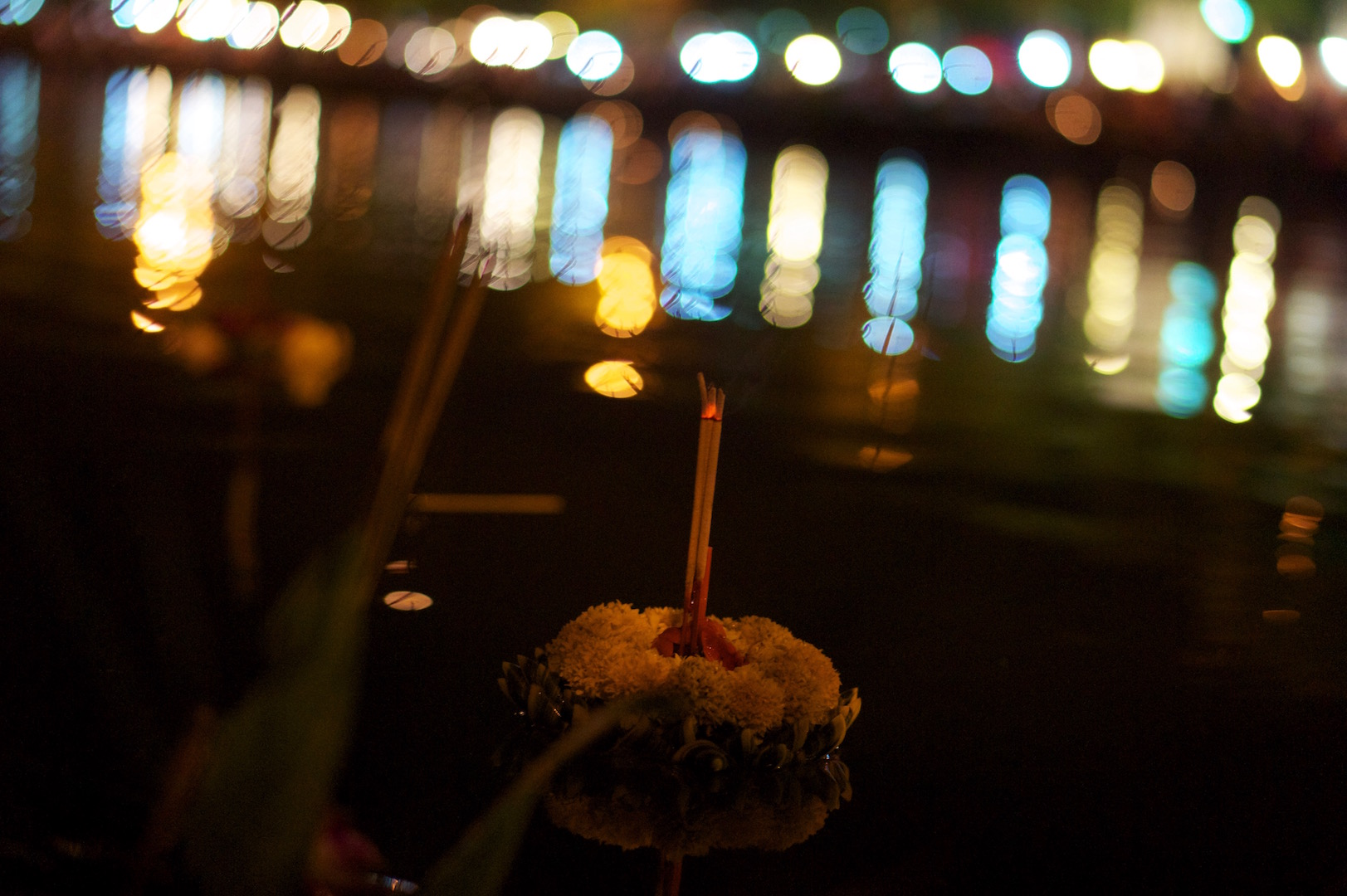
Lâchers de Kratongs à Udon Thani, Isan, vue d’ensemble, 24 novembre 2007.

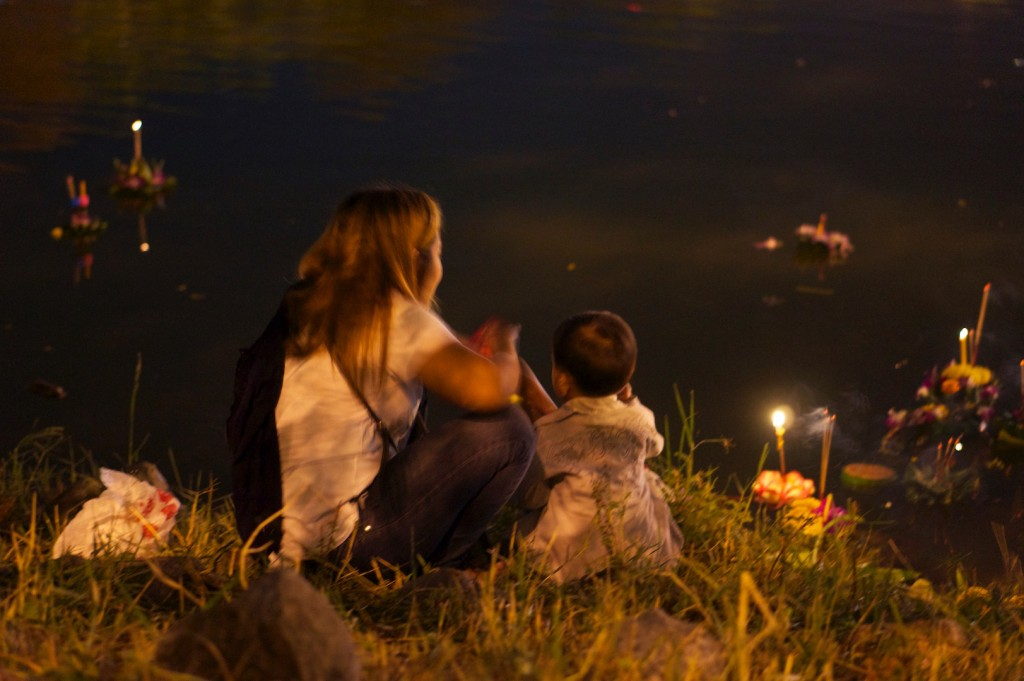
Lâcher de Kratong à Nan, 24 novembre 2007

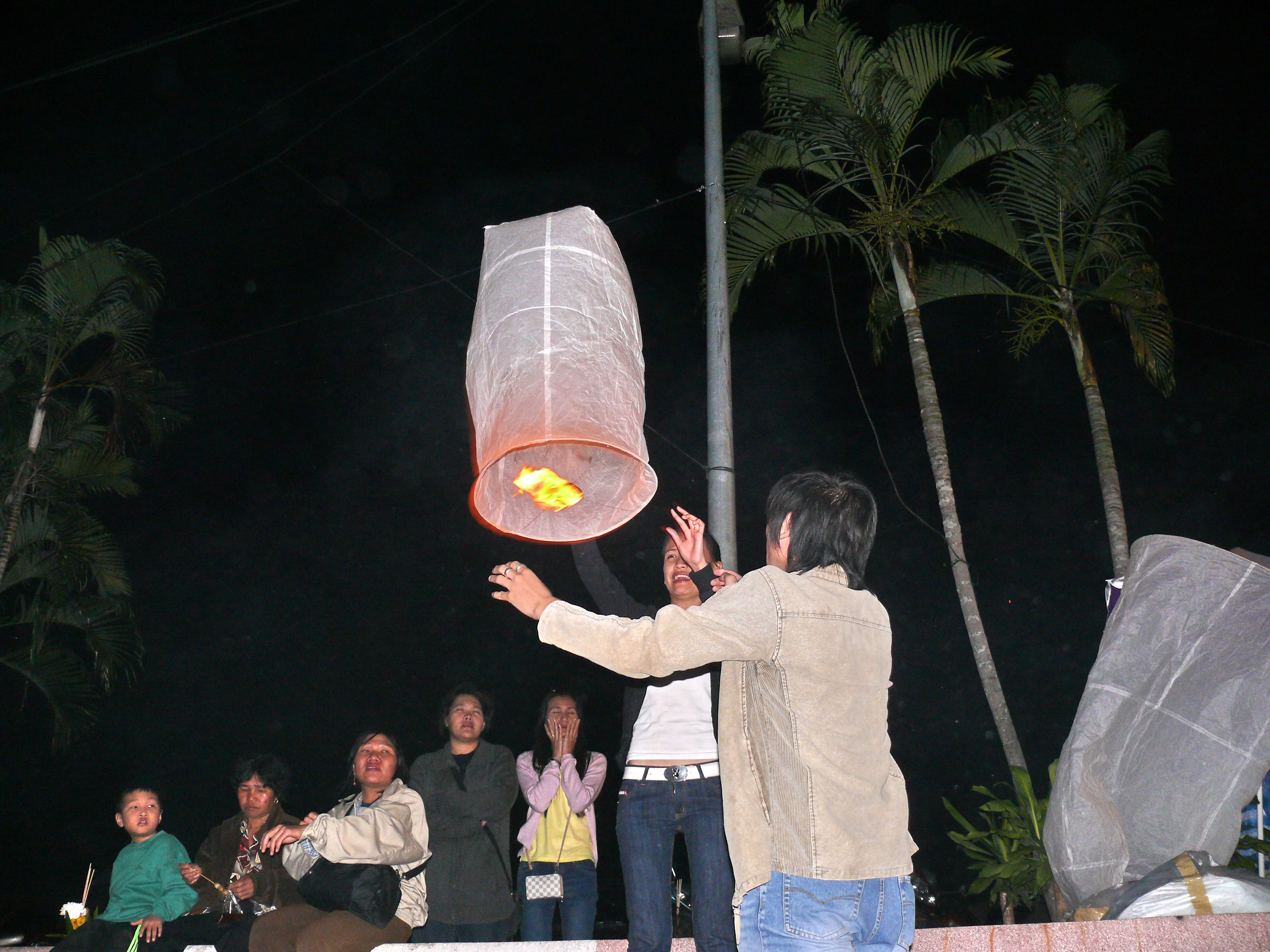
Lancer de ballon-lanterne à Nan, 24 novembre 2007

## La fête des Lumières
Loi signifie « flotter ». Un krathong est un petit radeau d’une vingtaine de centimètres de diamètre, taillé dans la section d’un tronc de bananier (bien que les versions contemporaines utilisent souvent du polystyrène même si cette pratique tend à être abandonnée pour d’évidentes raisons écologiques), décoré de façon élaborée avec des feuilles de bananier, des fleurs, des bougies, et trois bâtons d’encens, etc. Certains y ajoutent également une pièce en espérant en retour bonne fortune, ce qui fait surtout le bonheur des enfants qui iront à la pêche au krathong une fois la fête terminée. Le krathong a souvent la forme d’un lotus en fleur mais il peut aussi avoir l’apparence d’un cygne, d’une stupa, ou encore tout simplement du mont Méru. La fête est également l'occasion de concours de la plus belle embarcation.
Durant la nuit de la pleine lune, de nombreux krathong ainsi réalisés sont lâchés des bords d’une rivière, d’un canal, d’un lac ou d’un bassin. Les administrations, les entreprises et autres organisations en fabriquent de plus grands et de plus élaborés et ceux-ci sont souvent évalués lors de concours. À cela s’ajoutent des feux d’artifice et des concours de beauté.

## Significations et symboles
Cette célébration a ses origines en Inde, dérivant de la fête hindoue de Divālī, durant laquelle la déesse du Gange est remerciée par des lanternes flottantes pour avoir dispensé la vie tout au long de l’année. Selon les écrits du roi Rama IV en 1863, la festivité originellement brahmanique fut adaptée par les bouddhistes de Thaïlande comme une cérémonie en l’honneur du Bouddha. Outre manifester la vénération des Thaïlandais pour le Bouddha par de la lumière (la bougie sur le radeau), le lâcher de kratong symbolise également l'abandon des rancunes, colères et souillures afin de pouvoir repartir d’un bon pied. De la même façon, les participants se coupent ongles et cheveux, qui symbolisent les mauvais aspects de soi, et les placent sur les radeaux. Nombreux sont les Thaïlandais qui pensent que faire flotter un krathong leur portera bonheur et ils le font pour honorer et remercier Phra Mae Khongkha, l’équivalent thaï de la déesse Hindoue des eaux (Ganga).

## Origines

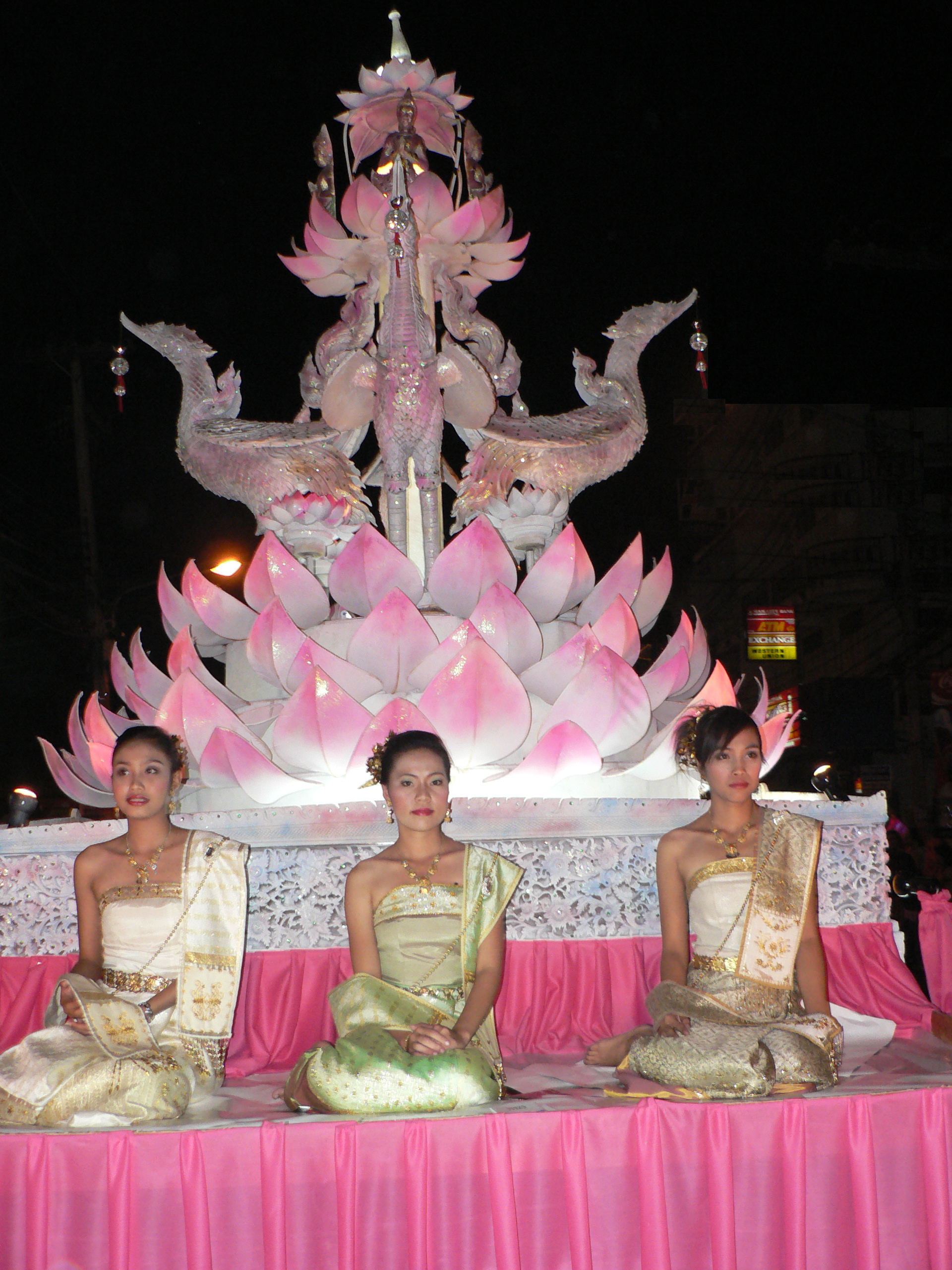
Défilé de Loy Kratong à Chiang Mai, 2005

Selon la légende la plus communément admise, il avait  dans le royaume de Sukhothaï (v.1220-1350), à la cour du roi Phra-Ruang (aussi connu sous le nom de Lithai), un prêtre Brahmane qui avait une fille extrêmement belle du nom de Nang Nopphamat (thai นพมาศ - RTGS nopphamat). Elle était très intelligente et douée de talents artistiques la rendant capable de confectionner de magnifiques guirlandes de fleurs. Sa beauté et ses talents attirèrent l’attention du roi et à l’âge de 17 ans, elle fut admise au rang de concubine royale. À cette époque, les Hindous célébraient au cours du 12e mois lunaire une fête où ils vénéraient leurs trois principaux dieux (Brahmâ, Shiva et Vishnou) avec des lanternes montées sur de longues perches et par le lâcher de lanternes dans le fleuve sacré du Gange afin de rendre hommage à la déesse Gangâ, « Mère des Eaux ».
Accompagnant l’expansion de l'hindouisme en Asie du Sud-Est, ces traditions atteignirent l'Empire khmer, puis la Thaïlande, d’abord le royaume môn d'Hariphunchai puis ceux de Lanna et de Sukhothai. Le roi Phra-Ruang voulut créer une version thaï de cette fête hindoue et organisa un concours de « lanternes flottantes » lors de la nuit de la 12e pleine lune. Nang Nopphamat se servit de ses talents pour fabriquer une magnifique embarcation, utilisant un tronc de bananier comme flotteur et des feuilles de bananier pour la décorer en forme de feuilles de lotus. Sa création remporta le concours et le roi décréta que dorénavant, ce kratong dénommé à l’origine khamot, servirait de modèle pour cette nouvelle cérémonie thaï des Lumières ou Loi Krathong.
Nang Nopphamat devint la favorite du roi et mena une vie heureuse. À son actif, on compte le Tumrub Thao Srichulaluck, un compte-rendu autobiographique sur l’histoire et le déroulement de la cérémonie du 12e mois lunaire, ou Loi Krathong. Cependant, l’histoire de Nang ajoute une touche de charme aux festivités de Loi Krathong et jusqu’à ce jour celle qui remporte le concours de beauté de Loi Kratong reçoit le titre de « Reine Nang Nopphamat ».